# Русское зарубежье (конкурс)
"Русское зарубежье" (RUССКОЕ ЗАRUБЕЖЬЕ) — международный конкурс русскоязычных сайтов, ориентированный на популяризацию лучших сайтов для русскоговорящего населения, проживающего за пределами России.

## Официальная информация
Конкурс является общественной инициативой энтузиастов из Волгограда и направлен на формирование единого русскоязычного пространства . С 2013 года конкурс проводится при информационной и экспертной поддержке Российской ассоциации электронных коммуникаций. Участие в конкурсе - бесплатное. На конкурс представляются завершенные русскоязычные сайты, созданные российскими соотечественниками, постоянно проживающими за пределами России.
Победители и призеры конкурса получают именные дипломы, электронные медали на сайт и призы (при наличии спонсоров). Участники конкурса, вошедшие в лучшую десятку, получают электронную почетную грамоту участника конкурса сайтов.

## История

### 2015
В 2015 году участие в конкурсе приняли 50 сайтов из 23 стран мира. .
| Победители конкурса            | Победители конкурса |
| ------------------------------ | --- |
| Образовательные сайты          | 1. Культурно-образовательный центр "МИР" (Швейцария, mir-sh.ch) 2. Language Life (Испания, languagelifeschool.com) 3. RuRuLang (Узбекистан, sites.google.com/site/rurulang) |
| Информационные сайты           | 1. Молодёжный информационный центр (Литва, micentr.lt) 2. Русскоязычная газета "Горизонт" (Австралия, horizonnews.com.au) 3. Журнал «Армения Туристическая» (Армения, armeniatravel.ru )                                                                                        |
| Тематические сайты             | 1. Живой музей русского костюма (Австрия, alla-denissova.com) 2. Все о жизни в Венгрии из первых уст (Венгрия, my-vengria.ru) 3. Коммерсант.Уз (Узбекистан, kommersant.uz ) |
| Сайты общественных организаций | 1. Координационный совет российских соотечественников Венгрии (Венгрия, russkie.hu) 2. Международный культурно-просветительский союз "Русский клуб" (Грузия, russianclub.ge) 3. Русскоязычное общество Северной Ирландии (Великобритания, russianspeaking.wix.com/communityni ) |
| Коммерческие сайты             | 1. Выходные в Люксембурге (Люксембург, luxweekend.ru) 2. Содружество ‘Sun&Life’ (Украина, karisunlife.com) 3. не присуждено |
|                                | |

### 2014
В 2014 году участие в конкурсе приняли 118 сайтов из 43 стран мира. .
| Победители конкурса              | Победители конкурса |
| -------------------------------- | --- |
| Образовательные сайты            | 1. "Волшебная шкатулка" (Латвия, lidilazareva.ucoz.com) 2. Рижская Православная школа святых равноапостольных Кирилла и Мефодия (Латвия, ruskola.lv) 3. Нарвская Православная гуманитарная школа (Эстония, ortschool.edu.ee)                             |
| Информационные сайты             | 1. Русскоязычная Ирландия (Ирландия, irelandru.com) 2. Русская еженедельная газета "Единение" (Австралия, unification.com.au) 3. Русский очевидец (Франция, rusoch.fr )                                                                                  |
| Тематические сайты               | 1. Коллекция русского шанхайца (Китай, russianemigrant.ru) 2. Тартуский школьный музей "К Пушкину из Дерпта" (Эстония, pushkin.dorpat.ru Архивная копия от 4 июля 2013 на Wayback Machine) 3. Фестиваль Масленица в Любляне (Словения, ru.maslenica.si ) |
| Сайты общественных организаций   | 1. Информационный портал «Россия в Кыргызстане» (Кыргызстан, rusinkg.ru) 2. Славянский культурный центр Павлодарской области (Казахстан, slavcentr.kz) 3. ПЭКСРР (Румыния, ccecrr.ro )                                                                   |
| Сайты государственных учреждений | 1. Российский центр науки и культуры в Пекине (Китай, russianculture.cn) 2. Представительство Россотрудничества в Итальянской Республике (Италия, ita.rs.gov.ru) 3. Представительство Россотрудничества в Республике Словения (Словения, svn.rs.gov.ru ) |
| Коммерческие сайты               | 1. Girafa Sábia (Португалия, girafasabia.ru) 2. По Швейцарии с Марией Кришат (Швейцария, po-schweizarii.ch) 3. Language Life (Испания, languagelifeschool.com )                                                                                          |
|                                  | |

### 2013
В 2013 году участие в конкурсе принял 131 сайт из 41 страны мира. .
| Победители конкурса                   | Победители конкурса |
| ------------------------------------- | --- |
| Сайты социальной направленности       | 1. Сайт русской школы "Одуванчик" (Япония, schooloduvanchik.com) 2. Сайт общества русскоговорящей молодежи "АРТЕК" (Чехия, artek.cz) 3. Сайт Посольского Австралийского Отдела Забайкальского Войскового казачьего общества (Австралия, aukazak.com.au)                      |
| Информационно-справочные сайты        | 1. Информационный портал о Греции на русском языке "Русские Афины" (Греция, russianathens.gr) 2. Сайт "Русский клуб в Шанхае" (Китай, russianshanghai.com) 3. Сайт рекламно-информационного еженедельника "Пражский Экспресс" (Чехия, prague-express.cz )                    |
| Тематические сайты                    | 1. Сайт Тартуского международного фестиваля авторской песни "Музыка листопада" (Эстония, mellnovfest.com) 2. Сайт "Фронтовое искусство Второй мировой войны" (Великобритания, wartimeart.com) 3. Сайт яхтенного клуба "Atlantis Yacht Club" (Чехия, atlantis-yacht-club.eu ) |
| Любительские сайты                    | 1. Сайт "Русские и Запорожье" (Украина, rusveerik.com.ua) 2. Сайт русского сообщества Кембриджа (Великобритания, camruss.com) 3. Сайт Российского центра науки и культуры в Бейруте (Ливан, rcnklebanon.com )                                                                |
| Сайты для продвижения товаров и услуг | 1. Сайт компании "MAXIMUM — IRELAND" (Ирландия, maximum-ireland.com) 2. Сайт агентства подписки "INTER-PRESS" (Узбекистан, inter.uz) 3. Сайт "Институт Чешских Университетов" (Чехия, obrazovanie1.ru )                                                                      |
|                                       | |

### 2012
В 2012 году конкурс прошел впервые в пилотном режиме. На участие в конкурсе было подано 11 заявок из Эстонии, Украины, Чехии. Конкурсная борьба развернулась в двух номинациях «Информационно-справочные сайты» и «Сайты социальной направленности».
| Победители конкурса             | Победители конкурса |
| ------------------------------- | --- |
| Информационно-справочные сайты  | 1. Балтийское побережье (Эстония, www.balticcoast.ee) 2. Региональная газета Peipsirannik/Чудское побережье (Эстония, www.peipsirannik.info) 3. Портал исторической недвижимости (Чехия, www.vipzamok.ru)                             |
| Сайты социальной направленности | 1. Тартуский школьный музей "К Пушкину из Дерпта" (Эстония, www.pushkin.dorpat.ru) 2. Русская пробежка в Эстонии (Эстония, www.ruszabegest.eu) 3. Фестиваль авторской песни "Музыка листопада" (Эстония, www.tartufest.wordpress.com) |
|                                 | |

## Статьи
- РАЭК | Новости: Начинается экспертное голосование 50 лучших русскоязычных интернет-ресурсов, ставших финалистами народного голосования Международного конкурса сайтов российских соотечественников «Русское зарубежье – 2013»
- Комитет по внешним связям Санкт-Петербурга : «RUССКОЕ ЗАRUБЕЖЬЕ-2013»: ПОДВЕДЕНЫ ИТОГИ НАРОДНОГО ГОЛОСОВАНИЯ
- Портал "Baltija": В Эстонии названы имена победителей Конкурса интернет-сайтов «Русское зарубежье-2012»
- Портал "Просвет": Объявлены победители первого конкурса русскоязычных сайтов
- Радио "Голос России": Названы лучшие сайты русского зарубежья
- Фонд "Русский мир": Определены лучшие сайты «Русского зарубежья»
- Портал "NewsBalt": От русской пробежки в Эстонии до исторической недвижимости в Польше: кто выиграл конкурс русских сайтов за рубежом